# Ontonagon County
Ontonagon County är ett administrativt område i delstaten Michigan, USA. År 2010 hade countyt 6 780 invånare. Den administrativa huvudorten (county seat) är Ontonagon. 

## Geografi
Enligt United States Census Bureau har countyt en total area på 9 689 km². 3 398 km² av den arean är land och 6 294 km² är vatten.   

### Angränsande countyn
- Keweenaw County - nordost
- Houghton County - öst
- Iron County - sydost
- Gogebic County - söder
- Ashland County, Wisconsin - väster
- Cook County, Minnesota - nordväst